# Szczytniki Duchowne (gromada)
Szczytniki Duchowne – dawna gromada, czyli najmniejsza jednostka podziału terytorialnego Polskiej Rzeczypospolitej Ludowej w latach 1954–1972.
Gromady, z gromadzkimi radami narodowymi (GRN) jako organami władzy najniższego stopnia na wsi, funkcjonowały od reformy reorganizującej administrację wiejską przeprowadzonej jesienią 1954 do momentu ich zniesienia z dniem 1 stycznia 1973, tym samym wypierając organizację gminną w latach 1954–1972.
Gromadę Szczytniki Duchowne z siedzibą GRN w Szczytnikach Duchownych utworzono – jako jedną z 8759 gromad na obszarze Polski – w powiecie gnieźnieńskim w woj. poznańskim, na mocy uchwały nr 19/54 WRN w Poznaniu z dnia 5 października 1954. W skład jednostki weszły obszary dotychczasowych gromad Lubochnia, Osiniec, Szczytniki Duchowne, Wierzbiczany i Wola Skorzęcka oraz niektóre parcele z karty 2 obrębu Arkuszewo z dotychczasowej gromady Arkuszewo ze zniesionej gminy Gniezno, a także obszar dotychczasowej gromady Kędzierzyn ze zniesionej gminy Niechanowo – w tymże powiecie. Dla gromady ustalono 14 członków gromadzkiej rady narodowej.
1 stycznia 1962 z gromady Szczytniki Duchowne wyłączono miejscowość Kędzierzyn, włączając ją do gromady Niechanowo w tymże powiecie, po czym gromadę Szczytniki Duchowne zniesiono, a jej (pozostały) obszar włączono do gromady Jankowo Dolne w tymże powiecie.